# Biant
|  | Per a altres significats, vegeu «Biant de Priene». |

D'acord amb la mitologia grega, Biant (grec antic: Βίας) va ser un rei d'Argos, fill d'Amitàon i d'Idomene, filla de Feres.
El seu germà era Melamp, l'endeví, que es relaciona amb les seves aventures. Biant volia casar-se amb una filla de Neleu anomenada Pero, i va haver de sotmetre's a la condició que el pare de la noia havia imposat, que consistia en robar els ramats de Fílac (o del seu fill Íficle). Els bous eren vigilats per un gos al qual no se li escapava mai cap presa. Melamp va aconseguir robar els ramats i quan va obtenir de Neleu la mà de Pero, la va entregar al seu germà Biant.
Més tard, quan Melamp va guarir les filles del rei Pretos de la follia, en va obtenir una tercera part del seu reialme per a Biant, que s'hi va instal·lar. De Pero va tenir Tàlau, pare d'Adrast, Perialces, Laòdoc, Areu i Alfesibea. Més endavant, ja instal·lat a Argos, al reialme de Pretos, va casar-se amb la filla d'aquest, Lisipe, abandonant Pero. Amb aquesta noia va tenir la seva filla Anaxíbia que més tard va casar-se amb Pèlias, segons algunes tradicions.